# 須河篤志
須河 篤志（すが あつし、1988年3月21日 - ）は、日本の漫画家。

## 作品リスト

### 連載
- つるた部長はいつも寝不足（『コミックフラッパー』2009年12月号[1] - 2011年8月号[2]）
- 前略、百合の園より（『つぼみ』Vol.17[3] - Vol.21、『つぼみWebコミック』2012年 - 2013年5月22日）
- 不器用な匠ちゃん（『コミックフラッパー』2012年6月号[4] - 2014年12月号）
- 俺の姫靴を履いてくれ（『コミックフラッパー』2015年6月号[5] - 2016年9月号）
- ゆき姉ちゃんの官能ごっこ。（『WEBコミックガンマぷらす』2018年 - 2021年）
- 君の心を漢字たい（『くらげバンチ』2022年6月24日[6] - 2023年8月25日）
- クセ強彼女は床にいざなう（『ドラドラしゃーぷ＃』2024年5月4日 - 連載中）
- 商人スキルで魔王城の攻略を目指す〜異世界転移したので最強アイテムとトーク術で生き抜くことにした〜（『ヤングドラゴンエイジ』Vol.24[7] - ）

### 読み切り
- 恋初め（『つぼみ』Vol.14[8]、2011年） - 『前略、百合の園より』1巻に併録。
- NAKED（『コミックフラッパー』vol.116） - 第1回MFコミック大賞フラッパー賞を受賞。
- 隕石がやってきた（コミックフラッパー公式サイト） - 第18回フラッパー新人漫画大賞奨励賞を受賞。
- 定年なんてあるわけない（原案：Magica Quartet、『魔法少女まどか☆マギカ アンソロジーコミック』4巻、2013年） - 『魔法少女まどか☆マギカ』のアンソロジー寄稿作品[9]。
- へんげの杖（原作：吉元ますめ、『くまみこ 公式アンソロジー』2016年） - 『くまみこ』のアンソロジー寄稿作品[10]。

### 書籍
- 『つるた部長はいつも寝不足』、メディアファクトリー〈MFコミックス フラッパーシリーズ〉2010年 - 2011年、全3巻
  1. 2010年6月23日発売[11][12]、ISBN 978-4-8401-3334-0
  2. 2010年11月22日発売[13][14]、ISBN 978-4-8401-3397-5
  3. 2011年8月23日発売[15]、ISBN 978-4-8401-4031-7
- 『前略、百合の園より』、芳文社〈まんがタイムKRコミックス つぼみシリーズ〉2012年 - 2013年、全2巻
  1. 2012年10月12日発売[16]、ISBN 978-4-8322-4206-7
  2. 2013年6月12日発売[17]、ISBN 978-4-8322-4311-8
- 『不器用な匠ちゃん』、メディアファクトリー〈MFコミックス フラッパーシリーズ〉2012年 - 2015年、全6巻
  1. 2012年10月23日発売[18]、ISBN 978-4-8401-4743-9
  2. 2013年2月23日発売[19]、ISBN 978-4-8401-5010-1
  3. 2013年8月23日発売[20][21]、ISBN 978-4-8401-5309-6
  4. 2014年2月22日発売[22]、ISBN 978-4-0406-6283-1
  5. 2014年7月23日発売[23]、ISBN 978-4-0406-6818-5
  6. 2015年1月23日発売[24]、ISBN 978-4-0406-7247-2
- 『俺の姫靴を履いてくれ』、KADOKAWA〈MFコミックス フラッパーシリーズ〉2015年 - 2016年、全3巻
  1. 2015年10月23日発売[25][26]、ISBN 978-4-04-067831-3
  2. 2016年2月23日発売[27]、ISBN 978-4-04-068213-6
  3. 2016年10月22日発売[28]、ISBN 978-4-04-068567-0
- 『ゆき姉ちゃんの官能ごっこ。』、竹書房〈バンブーコミックス〉2019年 - 2021年、全5巻
- 『君の心を漢字たい』、新潮社〈バンチコミックス〉2023年、全3巻（3巻は電子書籍のみ）
  1. 2023年1月7日発売[29][30]、ISBN 978-4-10-772555-4
  2. 2023年5月9日発売[31]、ISBN 978-4-10-772601-8
  3. 2023年10月6日発売[32]、電子書籍のみ
- 『クセ強彼女は床にいざなう』、KADOKAWA〈ドラゴンコミックスエイジ〉2024年 - 、既刊2巻（2025年5月9日現在）
  1. 2024年11月9日発売[33][34]、ISBN 978-4-04-075700-1
  2. 2025年5月9日発売[35]、ISBN 978-4-04-075901-2
- 『商人スキルで魔王城の攻略を目指す〜異世界転移したので最強アイテムとトーク術で生き抜くことにした〜』、KADOKAWA〈ドラゴンコミックスエイジ〉2025年 - 、既刊1巻（2025年5月9日現在）
  1. 2025年5月9日発売[36][37]、ISBN 978-4-04-075911-1